# Autocesta A13
Die Autocesta A13 (kroatisch für ,Autobahn A13‘) eine seit dem 27. April 2009 in Bau befindliche Autobahn in Kroatien, die von Vrbovec bis zum Grenzübergang Terezino Polje an der kroatisch-ungarischen Grenze führen wird. Ihre gesamte Streckenlänge wird 86 Kilometer betragen, von denen derzeit 10,6 Kilometer als Schnellstraße D12 in Betrieb sind. Darüber hinaus wird die Autobahn zwischen Virovitica und dem Grenzübergang Terezino Polje Teil der Europastraße 661 sein.
Die zukünftige vollausgebaute Autobahn soll vom Knotenpunkt Vrbovec II über Bjelovar und Virovitica zum Grenzübergang Terezino Polje führen. Gemeinsam mit der Autobahn A12 bildet die A13 das sogenannte „Podravina-Bilogora Ypsilon“. Die A13 stellt eine Verbindung zwischen Zagreb und der im Ausbau befindlichen Podravina-Schnellstraße (kroat. Podravska magistrala) her und soll bessere Verkehrsverbindungen nach Ungarn ermöglichen. Sie soll zudem zur wirtschaftlichen Entwicklung dieser unweit von Zagreb befindlichen Gegend beitragen.
Die A13 zweigt bei Vrbovec II von der Autobahn A12 ab. Die logische Weiterführung ab Terezino Polje würde in Ungarn über Barcs und Szigetvár nach Pécs über die Autobahn M60 führen. Das Teilstück von Vrbovec II bis Bjelovar befindet sich bereits in Bau. Im Juni 2012 wurde beschlossen, die Strecke nicht als Autobahn zu verwirklichen. Stattdessen soll sie als Schnellstraße D12 errichtet werden. Der erste, 10,6 Kilometer lange Teilabschnitt vom Knoten Vrbovec II bis nach Farkaševac wurde am 16. April 2019 für den Verkehr freigegeben.